# Irodalom

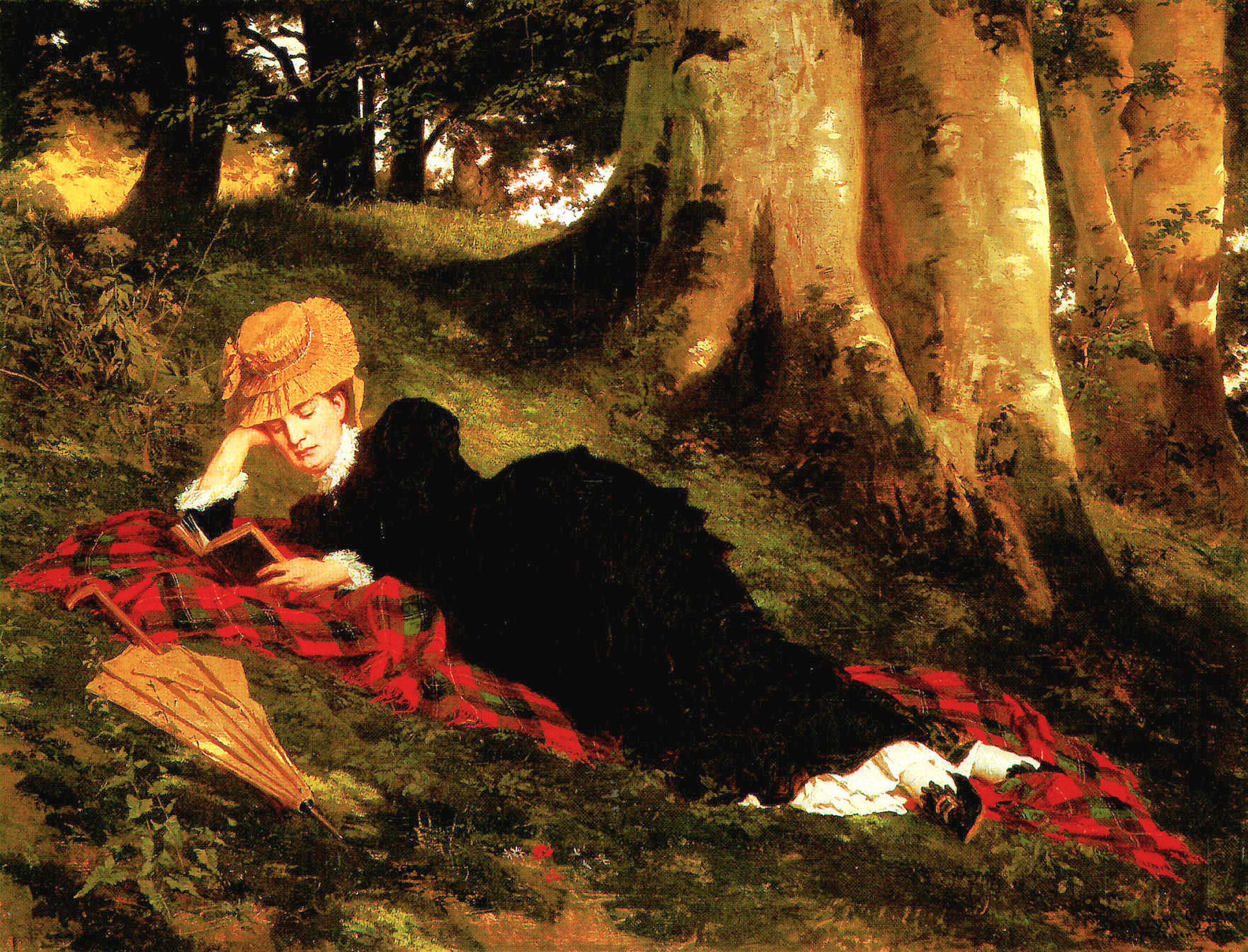
Benczúr Gyula: Olvasó nő az erdőben (1875)

Az irodalom, régiesen literatúra az emberiség szellemi munkásságának az a területe, amely maradandó nyelvi alkotások (rendszerint írásba foglalt nyelvi termékek) létrehozásában jelenik meg, illetve ilyen nyelvi alkotások bizonyos egésze is. Szűkebb értelemben minden leírt alkotás, amely nem magánhasználatra készült, hanem a nyilvánosság számára, még szűkebb értelemben a költői célból létrejött alkotások (szépirodalom). A nagy példányszámban kiadott, szélesebb néprétegeknek szánt, gyakran ugyancsak költött történetek összességét ponyvairodalomnak nevezik.

## Fogalma, részei
A legtágabb értelemben valamennyi ember által lejegyzett szöveg, azonban ezt célszerűségi okokból ketté bontják:
- magáncélra készült alkotások
- közhasználatra készült alkotások, amelyek két csoportja:
  - alkalmi jellegű művek (akták, ügyiratok, törvények, rendeletek, levelek) → területükkel az oklevéltan (lat. diplomatika) foglalkozik, olykor ide tartozónak lehet tekinteni a hírlapirodalmat
  - nem alkalmi jellegű művek, a szorosabb értelemben vett irodalmi művek, melyek ismét csoportokra bonthatóak:
    - ismeretterjesztő irodalom (tudományos művek, népszerű ismeretterjesztő művek) → velük a prózai írásművek elmélete foglalkozik
    - akaratfelhívó irodalom (szónoklatok, beszédek) → velük a prózai írásművek elmélete foglalkozik
    - vallásos irodalom
    - költői célú irodalom, azaz a tulajdonképpeni szépirodalom, melynek két csoportja:
      - a nem kanonizált szépirodalom, azaz a nagyközönség számára készült ponyvairodalom, szórakoztató irodalom, kommersz irodalom
      - a kanonizált szépirodalom, a legszűkebb értelemben vett irodalom, amelynek az irodalomtudósok művészi értéket tulajdonítanak

Az irodalomtudósok, irodalomkritikusok által kanonizált szépirodalom tulajdonképpen valamennyi irodalmi alkotás meglehetősen kis része, és természetesen ez is csoportokra bontható: 
- egyetemes irodalom, világirodalom és nemzeti irodalom: az egész emberiségnek, vagy csak egy-egy nemzetnek irodalmi munkássága
- egy kor- vagy egy nemzedék irodalma: egy-egy kornak, vagy egy-egy nemzedéknek, írói csoportnak irodalmi munkássága
- formai és tárgyi csoportok szerint lehet beszélni egy-egy kérdés irodalmáról stb.[2]

Szemléletesebben az egyes részeket a következő ábra mutatja be:
|  |  |  |  |                                    |                                    |                                    |                                    |                                    |                                    |                                           |                                           |                                                     |                                                     |                                                     |                                                     |                                                     |                                                     |                             |                             |                                           |                                           |                                                |                                                |                                                |                                                |                                                |                                                |                                            |                                            |                                            |                                            |                                            |                                            |                                        |                                        |                                        |                                        |                                   |                                   |                                    |                                   |                         |                         |                         |                         |  |  |  |  |  |  |  |  |  |  |  |  |  |  |  |  |  |  |  |  |  |  |  |  |  |  |  |  |  |  |  |  |  |  |  |  |  |  |  |  |  |  |  |  |  |  |
|  |  |  |  |                                    |                                    |                                    |                                    |                                    |                                    |                                           |                                           |                                                     |                                                     |                                                     |                                                     | szövegszerű szellemi alkotások                      |                                                     |                             |                             |                                           |                                           |                                                |                                                |                                                |                                                |                                                |                                                |                                            |                                            |                                            |                                            |                                            |                                            |                                        |                                        |                                        |                                        |                                   |                                   |                                    |                                   |                         |                         |                         |                         |  |  |  |  |  |  |  |  |  |  |  |  |  |  |  |  |  |  |  |  |  |  |  |  |  |  |  |  |  |  |  |  |  |  |  |  |  |  |  |  |  |  |  |  |  |  |
|  |  |  |  |                                    |                                    |                                    |                                    |                                    |                                    |                                           |                                           |                                                     |                                                     |                                                     |                                                     |                                                     |                                                     |                             |                             |                                           |                                           |                                                |                                                |                                                |                                                |                                                |                                                |                                            |                                            |                                            |                                            |                                            |                                            |                                        |                                        |                                        |                                        |                                   |                                   |                                    |                                   |                         |                         |                         |                         |  |  |  |  |  |  |  |  |  |  |  |  |  |  |  |  |  |  |  |  |  |  |  |  |  |  |  |  |  |  |  |  |  |  |  |  |  |  |  |  |  |  |  |  |  |  |
|  |  |  |  |                                    |                                    |                                    |                                    |                                    |                                    |                                           |                                           |                                                     |                                                     |                                                     |                                                     |                                                     |                                                     |                             |                             |                                           |                                           |                                                |                                                |                                                |                                                |                                                |                                                |                                            |                                            |                                            |                                            |                                            |                                            |                                        |                                        |                                        |                                        |                                   |                                   |                                    |                                   |                         |                         |                         |                         |  |  |  |  |  |  |  |  |  |  |  |  |  |  |  |  |  |  |  |  |  |  |  |  |  |  |  |  |  |  |  |  |  |  |  |  |  |  |  |  |  |  |  |  |  |  |
|  |  |  |  |                                    |                                    |                                    |                                    |                                    |                                    | lejegyzett szövegszerű szellemi alkotások | lejegyzett szövegszerű szellemi alkotások | lejegyzett szövegszerű szellemi alkotások           | lejegyzett szövegszerű szellemi alkotások           | lejegyzett szövegszerű szellemi alkotások           | lejegyzett szövegszerű szellemi alkotások           |                                                     |                                                     |                             |                             |                                           |                                           | le nem jegyzett szövegszerű szellemi alkotások | le nem jegyzett szövegszerű szellemi alkotások | le nem jegyzett szövegszerű szellemi alkotások | le nem jegyzett szövegszerű szellemi alkotások | le nem jegyzett szövegszerű szellemi alkotások | le nem jegyzett szövegszerű szellemi alkotások |                                            |                                            |                                            |                                            |                                            |                                            |                                        |                                        |                                        |                                        |                                   |                                   |                                    |                                   |                         |                         |                         |                         |  |  |  |  |  |  |  |  |  |  |  |  |  |  |  |  |  |  |  |  |  |  |  |  |  |  |  |  |  |  |  |  |  |  |  |  |  |  |  |  |  |  |  |  |  |  |
|  |  |  |  |                                    |                                    |                                    |                                    |                                    |                                    | lejegyzett szövegszerű szellemi alkotások | lejegyzett szövegszerű szellemi alkotások | lejegyzett szövegszerű szellemi alkotások           | lejegyzett szövegszerű szellemi alkotások           | lejegyzett szövegszerű szellemi alkotások           | lejegyzett szövegszerű szellemi alkotások           |                                                     |                                                     |                             |                             |                                           |                                           | le nem jegyzett szövegszerű szellemi alkotások | le nem jegyzett szövegszerű szellemi alkotások | le nem jegyzett szövegszerű szellemi alkotások | le nem jegyzett szövegszerű szellemi alkotások | le nem jegyzett szövegszerű szellemi alkotások | le nem jegyzett szövegszerű szellemi alkotások |                                            |                                            |                                            |                                            |                                            |                                            |                                        |                                        |                                        |                                        |                                   |                                   |                                    |                                   |                         |                         |                         |                         |  |  |  |  |  |  |  |  |  |  |  |  |  |  |  |  |  |  |  |  |  |  |  |  |  |  |  |  |  |  |  |  |  |  |  |  |  |  |  |  |  |  |  |  |  |  |
|  |  |  |  |                                    |                                    |                                    |                                    |                                    |                                    |                                           |                                           |                                                     |                                                     |                                                     |                                                     |                                                     |                                                     |                             |                             |                                           |                                           |                                                |                                                |                                                |                                                |                                                |                                                |                                            |                                            |                                            |                                            |                                            |                                            |                                        |                                        |                                        |                                        |                                   |                                   |                                    |                                   |                         |                         |                         |                         |  |  |  |  |  |  |  |  |  |  |  |  |  |  |  |  |  |  |  |  |  |  |  |  |  |  |  |  |  |  |  |  |  |  |  |  |  |  |  |  |  |  |  |  |  |  |
|  |  |  |  |                                    |                                    | magánjellegű írások                | magánjellegű írások                | magánjellegű írások                | magánjellegű írások                | magánjellegű írások                       | magánjellegű írások                       |                                                     |                                                     | közhasználatra szánt írások                         | közhasználatra szánt írások                         | közhasználatra szánt írások                         | közhasználatra szánt írások                         | közhasználatra szánt írások | közhasználatra szánt írások |                                           |                                           | népköltészet                                   | népköltészet                                   | népköltészet                                   | népköltészet                                   | népköltészet                                   | népköltészet                                   |                                            |                                            |                                            |                                            |                                            |                                            |                                        |                                        |                                        |                                        |                                   |                                   |                                    |                                   |                         |                         |                         |                         |  |  |  |  |  |  |  |  |  |  |  |  |  |  |  |  |  |  |  |  |  |  |  |  |  |  |  |  |  |  |  |  |  |  |  |  |  |  |  |  |  |  |  |  |  |  |
|  |  |  |  |                                    |                                    | magánjellegű írások                | magánjellegű írások                | magánjellegű írások                | magánjellegű írások                | magánjellegű írások                       | magánjellegű írások                       |                                                     |                                                     | közhasználatra szánt írások                         | közhasználatra szánt írások                         | közhasználatra szánt írások                         | közhasználatra szánt írások                         | közhasználatra szánt írások | közhasználatra szánt írások |                                           |                                           | népköltészet                                   | népköltészet                                   | népköltészet                                   | népköltészet                                   | népköltészet                                   | népköltészet                                   |                                            |                                            |                                            |                                            |                                            |                                            |                                        |                                        |                                        |                                        |                                   |                                   |                                    |                                   |                         |                         |                         |                         |  |  |  |  |  |  |  |  |  |  |  |  |  |  |  |  |  |  |  |  |  |  |  |  |  |  |  |  |  |  |  |  |  |  |  |  |  |  |  |  |  |  |  |  |  |  |
|  |  |  |  |                                    |                                    |                                    |                                    |                                    |                                    |                                           |                                           |                                                     |                                                     |                                                     |                                                     |                                                     |                                                     |                             |                             |                                           |                                           |                                                |                                                |                                                |                                                |                                                |                                                |                                            |                                            |                                            |                                            |                                            |                                            |                                        |                                        |                                        |                                        |                                   |                                   |                                    |                                   |                         |                         |                         |                         |  |  |  |  |  |  |  |  |  |  |  |  |  |  |  |  |  |  |  |  |  |  |  |  |  |  |  |  |  |  |  |  |  |  |  |  |  |  |  |  |  |  |  |  |  |  |
|  |  |  |  | alkalmi művek (ügyiratok, levelek) | alkalmi művek (ügyiratok, levelek) | alkalmi művek (ügyiratok, levelek) | alkalmi művek (ügyiratok, levelek) | alkalmi művek (ügyiratok, levelek) | alkalmi művek (ügyiratok, levelek) |                                           |                                           |                                                     |                                                     |                                                     |                                                     |                                                     |                                                     |                             |                             |                                           |                                           |                                                |                                                | irodalmi művek („örök igényű” alkotások)       | irodalmi művek („örök igényű” alkotások)       | irodalmi művek („örök igényű” alkotások)       | irodalmi művek („örök igényű” alkotások)       | irodalmi művek („örök igényű” alkotások)   | irodalmi művek („örök igényű” alkotások)   |                                            |                                            |                                            |                                            |                                        |                                        |                                        |                                        |                                   |                                   |                                    |                                   |                         |                         |                         |                         |  |  |  |  |  |  |  |  |  |  |  |  |  |  |  |  |  |  |  |  |  |  |  |  |  |  |  |  |  |  |  |  |  |  |  |  |  |  |  |  |  |  |  |  |  |  |
|  |  |  |  | alkalmi művek (ügyiratok, levelek) | alkalmi művek (ügyiratok, levelek) | alkalmi művek (ügyiratok, levelek) | alkalmi művek (ügyiratok, levelek) | alkalmi művek (ügyiratok, levelek) | alkalmi művek (ügyiratok, levelek) |                                           |                                           |                                                     |                                                     |                                                     |                                                     |                                                     |                                                     |                             |                             |                                           |                                           |                                                |                                                | irodalmi művek („örök igényű” alkotások)       | irodalmi művek („örök igényű” alkotások)       | irodalmi művek („örök igényű” alkotások)       | irodalmi művek („örök igényű” alkotások)       | irodalmi művek („örök igényű” alkotások)   | irodalmi művek („örök igényű” alkotások)   |                                            |                                            |                                            |                                            |                                        |                                        |                                        |                                        |                                   |                                   |                                    |                                   |                         |                         |                         |                         |  |  |  |  |  |  |  |  |  |  |  |  |  |  |  |  |  |  |  |  |  |  |  |  |  |  |  |  |  |  |  |  |  |  |  |  |  |  |  |  |  |  |  |  |  |  |
|  |  |  |  |                                    |                                    |                                    |                                    |                                    |                                    |                                           |                                           |                                                     |                                                     |                                                     |                                                     |                                                     |                                                     |                             |                             |                                           |                                           |                                                |                                                |                                                |                                                |                                                |                                                |                                            |                                            |                                            |                                            |                                            |                                            |                                        |                                        |                                        |                                        |                                   |                                   |                                    |                                   |                         |                         |                         |                         |  |  |  |  |  |  |  |  |  |  |  |  |  |  |  |  |  |  |  |  |  |  |  |  |  |  |  |  |  |  |  |  |  |  |  |  |  |  |  |  |  |  |  |  |  |  |
|  |  |  |  | az oklevéltan területe             | az oklevéltan területe             | az oklevéltan területe             | az oklevéltan területe             | az oklevéltan területe             | az oklevéltan területe             |                                           |                                           | ismeretterjesztő irodalom (tudományos és közérdekű) | ismeretterjesztő irodalom (tudományos és közérdekű) | ismeretterjesztő irodalom (tudományos és közérdekű) | ismeretterjesztő irodalom (tudományos és közérdekű) | ismeretterjesztő irodalom (tudományos és közérdekű) | ismeretterjesztő irodalom (tudományos és közérdekű) |                             |                             | akaratfelhívó irodalom (szónoki irodalom) | akaratfelhívó irodalom (szónoki irodalom) | akaratfelhívó irodalom (szónoki irodalom)      | akaratfelhívó irodalom (szónoki irodalom)      | akaratfelhívó irodalom (szónoki irodalom)      | akaratfelhívó irodalom (szónoki irodalom)      |                                                |                                                | vallási irodalom (tudományos és közérdekű) | vallási irodalom (tudományos és közérdekű) | vallási irodalom (tudományos és közérdekű) | vallási irodalom (tudományos és közérdekű) | vallási irodalom (tudományos és közérdekű) | vallási irodalom (tudományos és közérdekű) |                                        |                                        | szépirodalom (költött történetek)      | szépirodalom (költött történetek)      | szépirodalom (költött történetek) | szépirodalom (költött történetek) | szépirodalom (költött történetek)  | szépirodalom (költött történetek) |                         |                         |                         |                         |  |  |  |  |  |  |  |  |  |  |  |  |  |  |  |  |  |  |  |  |  |  |  |  |  |  |  |  |  |  |  |  |  |  |  |  |  |  |  |  |  |  |  |  |  |  |
|  |  |  |  | az oklevéltan területe             | az oklevéltan területe             | az oklevéltan területe             | az oklevéltan területe             | az oklevéltan területe             | az oklevéltan területe             |                                           |                                           | ismeretterjesztő irodalom (tudományos és közérdekű) | ismeretterjesztő irodalom (tudományos és közérdekű) | ismeretterjesztő irodalom (tudományos és közérdekű) | ismeretterjesztő irodalom (tudományos és közérdekű) | ismeretterjesztő irodalom (tudományos és közérdekű) | ismeretterjesztő irodalom (tudományos és közérdekű) |                             |                             | akaratfelhívó irodalom (szónoki irodalom) | akaratfelhívó irodalom (szónoki irodalom) | akaratfelhívó irodalom (szónoki irodalom)      | akaratfelhívó irodalom (szónoki irodalom)      | akaratfelhívó irodalom (szónoki irodalom)      | akaratfelhívó irodalom (szónoki irodalom)      |                                                |                                                | vallási irodalom (tudományos és közérdekű) | vallási irodalom (tudományos és közérdekű) | vallási irodalom (tudományos és közérdekű) | vallási irodalom (tudományos és közérdekű) | vallási irodalom (tudományos és közérdekű) | vallási irodalom (tudományos és közérdekű) |                                        |                                        | szépirodalom (költött történetek)      | szépirodalom (költött történetek)      | szépirodalom (költött történetek) | szépirodalom (költött történetek) | szépirodalom (költött történetek)  | szépirodalom (költött történetek) |                         |                         |                         |                         |  |  |  |  |  |  |  |  |  |  |  |  |  |  |  |  |  |  |  |  |  |  |  |  |  |  |  |  |  |  |  |  |  |  |  |  |  |  |  |  |  |  |  |  |  |  |
|  |  |  |  |                                    |                                    |                                    |                                    |                                    |                                    |                                           |                                           |                                                     |                                                     |                                                     |                                                     |                                                     |                                                     |                             |                             |                                           |                                           |                                                |                                                |                                                |                                                |                                                |                                                |                                            |                                            |                                            |                                            |                                            |                                            |                                        |                                        |                                        |                                        |                                   |                                   |                                    |                                   |                         |                         |                         |                         |  |  |  |  |  |  |  |  |  |  |  |  |  |  |  |  |  |  |  |  |  |  |  |  |  |  |  |  |  |  |  |  |  |  |  |  |  |  |  |  |  |  |  |  |  |  |
|  |  |  |  |                                    |                                    |                                    |                                    |                                    |                                    |                                           |                                           |                                                     |                                                     |                                                     |                                                     |                                                     |                                                     |                             |                             |                                           |                                           |                                                |                                                |                                                |                                                |                                                |                                                |                                            |                                            |                                            |                                            | szórakoztató irodalom (ponyvairodalom)     | szórakoztató irodalom (ponyvairodalom)     | szórakoztató irodalom (ponyvairodalom) | szórakoztató irodalom (ponyvairodalom) | szórakoztató irodalom (ponyvairodalom) | szórakoztató irodalom (ponyvairodalom) |                                   |                                   | kanonizált szépirodalom            | kanonizált szépirodalom           | kanonizált szépirodalom | kanonizált szépirodalom | kanonizált szépirodalom | kanonizált szépirodalom |  |  |  |  |  |  |  |  |  |  |  |  |  |  |  |  |  |  |  |  |  |  |  |  |  |  |  |  |  |  |  |  |  |  |  |  |  |  |  |  |  |  |  |  |  |  |
|  |  |  |  |                                    |                                    |                                    |                                    |                                    |                                    |                                           |                                           |                                                     |                                                     |                                                     |                                                     |                                                     |                                                     |                             |                             |                                           |                                           |                                                |                                                |                                                |                                                |                                                |                                                |                                            |                                            |                                            |                                            | szórakoztató irodalom (ponyvairodalom)     | szórakoztató irodalom (ponyvairodalom)     | szórakoztató irodalom (ponyvairodalom) | szórakoztató irodalom (ponyvairodalom) | szórakoztató irodalom (ponyvairodalom) | szórakoztató irodalom (ponyvairodalom) |                                   |                                   | kanonizált szépirodalom            | kanonizált szépirodalom           | kanonizált szépirodalom | kanonizált szépirodalom | kanonizált szépirodalom | kanonizált szépirodalom |  |  |  |  |  |  |  |  |  |  |  |  |  |  |  |  |  |  |  |  |  |  |  |  |  |  |  |  |  |  |  |  |  |  |  |  |  |  |  |  |  |  |  |  |  |  |
|  |  |  |  |                                    |                                    |                                    |                                    |                                    |                                    |                                           |                                           |                                                     |                                                     |                                                     |                                                     |                                                     |                                                     |                             |                             |                                           |                                           |                                                |                                                |                                                |                                                |                                                |                                                |                                            |                                            |                                            |                                            |                                            |                                            |                                        |                                        |                                        |                                        |                                   |                                   | A tulajdonképpeni irodalom fogalma |                                   |                         |                         |                         |                         |  |  |  |  |  |  |  |  |  |  |  |  |  |  |  |  |  |  |  |  |  |  |  |  |  |  |  |  |  |  |  |  |  |  |  |  |  |  |  |  |  |  |  |  |  |  |
|  |  |  |  |                                    |                                    |                                    |                                    |                                    |                                    |                                           |                                           |                                                     |                                                     |                                                     |                                                     |                                                     |                                                     |                             |                             |                                           |                                           |                                                |                                                |                                                |                                                |                                                |                                                |                                            |                                            |                                            |                                            |                                            |                                            |                                        |                                        |                                        |                                        |                                   |                                   |                                    |                                   |                         |                         |                         |                         |  |  |  |  |  |  |  |  |  |  |  |  |  |  |  |  |  |  |  |  |  |  |  |  |  |  |  |  |  |  |  |  |  |  |  |  |  |  |  |  |  |  |  |  |  |  |

Az irodalom körébe tartozik ugyanakkor az íratlan irodalom is, azaz egy-egy nép ősköltészete, a későbbi korok népköltészete, amely a zenéhez, énekszóhoz kötötte a maga szövegének állandóságát. Hasonló volt az ősköltészet, amely az írás feltalálása előtt virágzott, amennyiben hivatásos énekmondók, rapszódok nemzedékről-nemzedékre fenntartották és gyarapították a nemzeti költészet kincstárát, de ez az irodalom csak költői irodalom volt és kevés műformára szorítkozott.
Az irodalom, különösen a prózairodalom kifejlődésének igazi alapját az írás feltalálása jelentette (Kr. e. 3000 körül), majd a könyvnyomtatás tette különösen széles körűvé. Az irodalom jelentősége abban áll, hogy egy-egy nép, illetőleg az egész emberiség szellemi közössége testesül meg benne. Az irodalom olyan eszköz, amellyel az ember az eszméit, érzelmeit és törekvéseit, ismereteit és eseményeit egyrészt kortársaik között általánosíthatja, másrészt az utókorra hagyományozhatja. Így az irodalom az emberiség szellemi munkásságában a folyamatosságot, állandóságot, következetességet képviseli és biztosítja. Egy nemzet irodalma pedig az adott nép hagyományait, törekvéseit foglalja össze, művelődését szolgálja, gyakran nemzeti egységének fennmaradását biztosítja. Egy nemzet összes irodalmi termelése, általánosan véve, annak a nemzetnek az egyetemes irodalmát képezi, beleértve idegen nyelvű szellemi termékeit is. Azaz míg a korai magyar irodalom nagyobb része latin nyelvű, ugyanúgy a magyar elmék művei és a magyar irodalomhoz tartoznak, mint a későbbi, szorosabban vett a magyar nyelvű irodalom. Régebbi kézikönyvek még tovább szűkítették a fogalmat, és tulajdonképpeni nemzeti irodalomnak azoknak az irodalmi ágaknak az összességét nevezték, amelyeknek történelmében a nemzeti felfogás és érzés nyilatkozott, így első sorban a költői, azután a szónoki, filozófiai, történelmi irodalmat.
Az egyes irodalmak minden korban hatottak egymásra, különösen a fejlettebb irodalmak a kevésbé fejlett vagy kezdetleges irodalmakra, mint például a görög irodalom a rómaira, vagy az egész antik irodalom a reneszánsztól az európai népek irodalmára. Az egyes irodalmak keletkezését, alakulását vizsgálja és magyarázza, az irodalmi jelenségek okait és összefüggését kutatja az irodalomtörténet tudománya. Ezt teheti:
- leíró módon, amennyiben mintegy csak külső képét adja az irodalom életének, előadva különböző változásait, ismertetve az írókat és a műveket;
- tudományosabb és értékesebb azonban ennél az az irodalomtörténet, amely az irodalom életének törvényeit, föltételeit kutatja.[2]

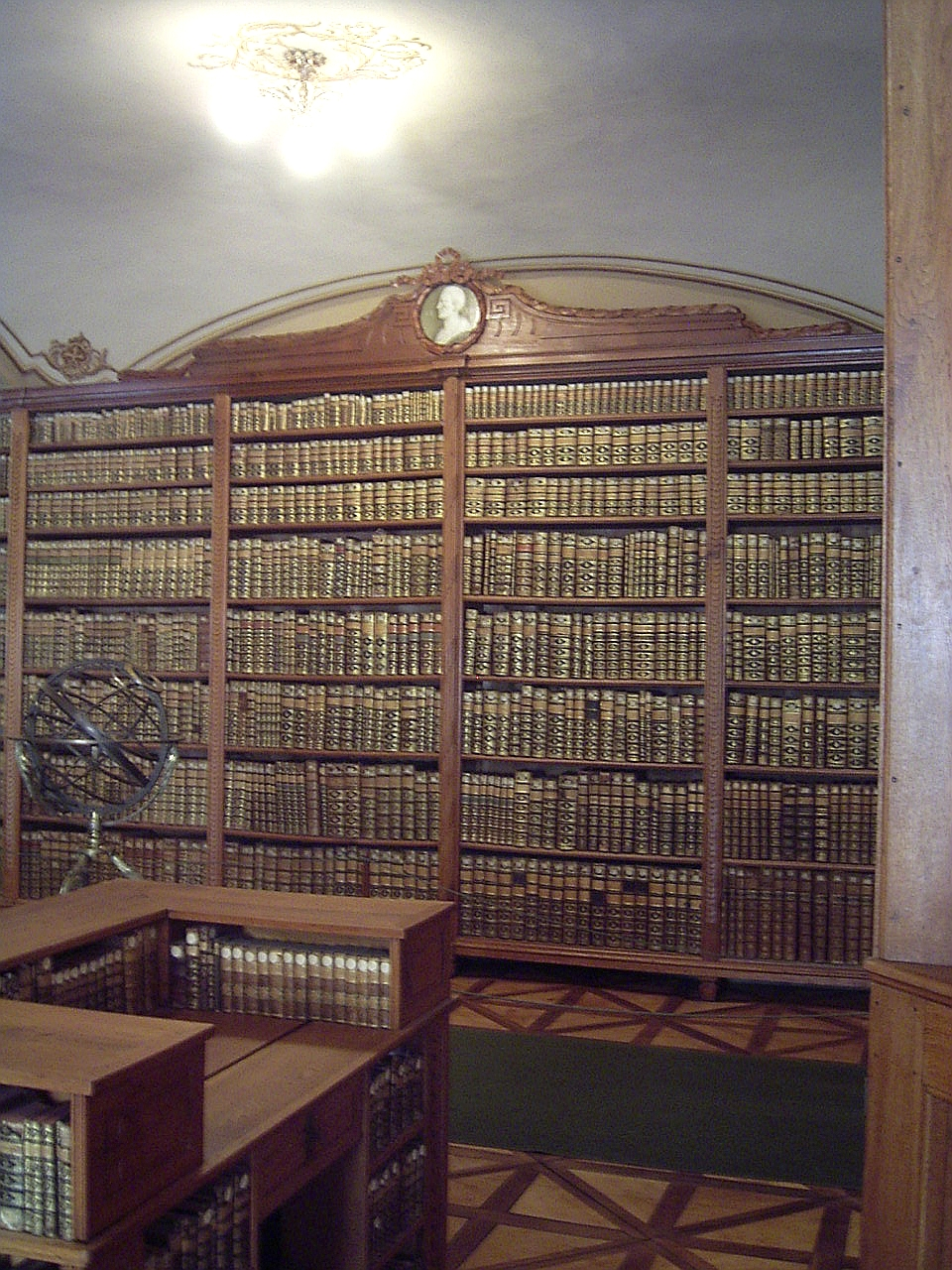
A kalocsai Érseki könyvtár egy polca

Mindezek mellett elmondható, hogy művészi formájuk miatt több irodalomtudós szépirodalom körébe sorozza a tulajdonképpen költői célú alkotásokon kívül – elsősorban a 19. század előtt – a vallási, politikai és tudományos irodalom jelentős részét, a történetírást és önéletírást, valamint az esszéirodalmat is. 
Ennek fordítottjaként szépirodalmi művek gyakran születnek az ismeretközlő irodalomra jellemző műfajokban (például értekezés, levél vagy napló), illetve a szóbeli kommunikáció egyes narratív műfajaiban is, lejegyzés után (népdal, népmese, szónoki beszéd, prédikáció). A szépirodalom mellett az újságkészítés esetében publicisztikáról (a szépirodalommal gyakran átfedésben), a különböző tudományok és szakmák esetében pedig szakirodalomról, tankönyvirodalomról és ismeretterjesztő irodalomról lehet beszélni. A lejegyzett zenei művek összességét zeneirodalomnak nevezzük.

## Az irodalomtudomány
A szépirodalom vizsgálatát az irodalomtudomány végzi. Ezen belül:
- az irodalmi művek, stílusok és mozgalmak történetével, az egykori szerzők személyével és értékelésével a fent említett irodalomtörténet,
- az alkotások egyetemes törvényszerűségeivel az irodalomelmélet és az összehasonlító irodalomtudomány,
- a kortárs szépirodalom értékelésével pedig az irodalomkritika foglalkozik.
- Egy adott nyelv irodalmát és nyelvészeti kérdéseit együttesen a filológia vizsgálja.

Az irodalomtudomány fő társtudományai az esztétika, a művészettörténet és a nyelvészet. A szépirodalommal rokon művészeti ágak a színházművészet, a filmművészet és a zeneművészet.

## Létrehozói
Bár irodalmi művet elméletileg bárki létrehozhat, a komolyabb szépirodalmi alkotások szerzőit hagyományosan írónak (prózai formájú alkotás esetén) és a költőknek (verses formájú alkotás esetén) nevezik. 

## Irodalmi műfajok
Az irodalmi alkotásokat formájuk szerint:
- prózai formájú vagy
- verses formájú műnek nevezik.

Ez alapján lehet beszélni prózai irodalomról vagy költészetről. (De kiemelendő, hogy mind a prózai, mind a verses formájú alkotások egyaránt költői célú művek.) Mindkét területnek megvannak a maga sajátos nyelvi és stilisztikai eszközei: az írói eszközök, illetve a költői eszközök, ezen belül a versformák.
A szépirodalmat irodalmat az ókorban Arisztotelész osztotta fel úgynevezett műnemekre Poétika című művében. Ő a költészetet tragikus, komikus és epikus válfajokra osztotta. Később az első kettőt drámává összevonták, és kiegészítették a műnemek körét a harmadik fő csoporttal, a lírával. Így alakult ki a klasszikus hármas felosztás: epika, líra, és dráma. Ez a kategorizálás sokáig csak a verses formájú művekre vonatkozott. Később, ahogy az elbeszélő (narratív) műveknél mindinkább elterjedt a prózai forma, az ilyen alkotásokat az elbeszélő irodalom külön csoportjába sorolták, napjainkban pedig az epika körébe.
A műfajok és műnemek fentihez hasonló elkülönítése több szempontból is támadható, ennek ellenére széles körben elfogadott. A szépirodalom egyik műfaja, az esszé azonban nem illik bele ebbe a rendszerbe, ezért manapság egyre többen a negyedik műnemként kezdik emlegetni.
- A legismertebb lírai műfajok az ókori görögöknél kialakult dal, elégia, epigramma, himnusz és óda, a Bibliából származó zsoltár, a középkori eredetű szonett és a haiku, valamint a rapszódia és a tudatlíra.
- Az epikus műfajokhoz eredetileg csak az eposz tartozott, ám ez később kibővült valamennyi további elbeszélő műfajjal, amelyek közül a legismertebbek a mese, széphistória, históriás ének, krónika, az elbeszélő költemény, a skandináv eredetű saga (egy kaland vagy hőstett hosszas leírása), az életrajz, az önéletírás, a napló, a humoreszk, a regény, a novella, az egyperces novella, az elbeszélés, és bizonyos fokig az értekezés (esszé). Tágabb értelemben ide tartozik a film és különböző műfaji ágai, valamint az interneten vezetett napló, azaz blog, a legújabb műfaj. Irodalmi megítélése sokszor nehéz az adomának, a példázatnak, a viccnek, valamint a képregénynek, amely különböző irodalmi igényű szövegeket, azonkívül rajzokat tartalmaz.
- A drámának a görögöknél kialakult két fő műfaja a tragédia és a komédia. Tágabb értelemben ide sorolható a drámai költemény, a modern abszurd dráma, a színmű, a filmdráma, valamint szinte minden színházi műfaj, így az opera, az operett, a musical (az operett sajátosan amerikai változata), a balett, a táncjáték, a bábjáték vagy a pantomim is.

A két műnemhez is besorolható műfajokat az irodalomtudomány átmeneti műfajoknak nevezi. Jellegzetes példája a ballada vagy az episztola.
Áttekinthetőbben az egyes műnemeket és műfajokat a következő táblázat mutatja be:
| Forma  | Műnem | Műnem                                                                               | Műnem |
|        | Epika | Líra                                                                                | Dráma |
| Verses | eposz, históriás ének, elbeszélő költemény, saga | dal, elégia, epigramma, himnusz, óda, zsoltár, szonett, haiku, rapszódia, tudatlíra | tragédia, komédia, drámai költemény, abszurd dráma, színmű, filmdráma, opera, operett, musical, balett, táncjáték, bábjáték, pantomim |
| Prózai | mese, széphistória, krónika, életrajz, önéletírás, napló, humoreszk, regény, novella, egyperces novella, elbeszélés, értekezés (esszé), adomának, példázat, vicc, képregény |                                                                                     | |

- Jellegzetes irodalmi ábrázolásmódok. Jellegzetes hangulatot és hatást kölcsönöz az irodalmi műveknek az abszurd, az allegorikus, a groteszk, a naiv, a parodisztikus és a szatirikus irodalmi ábrázolásmód.

## Irodalom korszak, nyelv és régió szerint
Az irodalomtörténet a világirodalmat korszak, nyelv és régió szerint osztja részekre:

### Európai irodalom
- Ókori európai irodalom: ókori görög irodalom, ókori latin irodalom

- Középkori európai irodalom: középkori latin irodalom, bizánci irodalom, ószláv irodalom, óorosz irodalom, angolszász irodalom, ónémet irodalom, egyes európai népek irodalmának a kezdetei
- Újkori európai irodalom. A tulajdonképpeni nemzeti irodalmak kibontakozásának kora.
  - Stílusirányzatai: Reneszánsz irodalom, Barokk irodalom, Klasszicista irodalom, Romantikus irodalom, 19. századi irodalom (realista irodalom, szimbolista irodalom, impresszionista irodalom), 20. századi irodalom (modern irodalom, posztmodern irodalom)
  - a) Újlatin népek irodalma:
    - Nyugati újlatin népek irodalma: olasz irodalom, portugál irodalom, baszk irodalom, katalán irodalom, spanyol irodalom, Belgium irodalma, francia irodalom
    - Keleti újlatin népek irodalma: román irodalom

  - b) Kelta népek irodalma: ír irodalom, skót irodalom, walesi irodalom, korni irodalom, breton irodalom
  - c) Germán népek irodalma:
    - Nyugati germán népek irodalma: holland irodalom, Nagy-Britannia irodalma: , angol irodalom, Észak-Írország irodalma, német irodalom, osztrák irodalom, svájci irodalom
    - Északi germán népek irodalma (skandináv irodalmak): óészaki irodalom, dán irodalom, feröeri irodalom, finn irodalom, izlandi irodalom, lapp irodalom, norvég irodalom, svéd irodalom

  - d) Szláv népek irodalma:
    - Nyugati szláv népek irodalma: cseh irodalom, lengyel irodalom, szlovák irodalom, szlovén irodalom
    - Keleti szláv népek irodalma: belarusz irodalom, orosz irodalom, ukrán irodalom
    - Déli szláv népek irodalma: bolgár irodalom, horvát irodalom, macedón irodalom, szerb irodalom

  - e) Finnugor népek irodalma: finn irodalom, észt irodalom, magyar irodalom
  - f) Balti népek irodalma: lett irodalom, litván irodalom
  - g) Egyéb népek irodalma: albán irodalom, újgörög irodalom; az európai Oroszország kisebb irodalmai: abház irodalom, baskír irodalom, csuvas irodalom, komi irodalom, tatár irodalom, udmurt irodalom

Áttekinthetőbben az egyes európai népek irodalmát a következő táblázat mutatja be:
| Korszak      | Stílusirányzat | Nyelvek | Nyelvek                                                                            | Nyelvek | Nyelvek | Nyelvek                                           | Nyelvek                           | Nyelvek                                                                       |
|              | | Újlatin | Kelta                                                                              | Germán | Szláv | Finnugor                                          | Balti                             | Egyéb                                                                         |
| Ókor         | | - ókori latin irodalom |                                                                                    | | |                                                   |                                   | - ókori görög irodalom                                                        |
| Középkor     | | - középkori latin irodalom |                                                                                    | - angolszász irodalom - ónémet irodalom                                                                         | - ószláv irodalom - óorosz irodalom |                                                   |                                   | - bizánci irodalom                                                            |
| Újkor        | - Reneszánsz irodalom - Barokk irodalom - Klasszicista irodalom - Romantikus irodalom - 19. század: realista irodalom, szimbolista irodalom, impresszionista irodalom | - olasz irodalom - portugál irodalom - baszk irodalom - katalán irodalom - spanyol irodalom - Belgium irodalma - francia irodalom - román irodalom | - ír irodalom - skót irodalom - walesi irodalom - korni irodalom - breton irodalom | - holland irodalom - angol irodalom - német irodalom - osztrák irodalom - svájci irodalom - skandináv irodalmak | - cseh irodalom - lengyel irodalom - szlovák irodalom - szlovén irodalom - belarusz irodalom - orosz irodalom - ukrán irodalom - bolgár irodalom - horvát irodalom - macedón irodalom - szerb irodalom | - finn irodalom - észt irodalom - magyar irodalom | - lett irodalom - litván irodalom | - albán irodalom - újgörög irodalom - az európai Oroszország kisebb irodalmai |
| Legújabb kor | - 20. század: modern irodalom, posztmodern irodalom | - olasz irodalom - portugál irodalom - baszk irodalom - katalán irodalom - spanyol irodalom - Belgium irodalma - francia irodalom - román irodalom | - ír irodalom - skót irodalom - walesi irodalom - korni irodalom - breton irodalom | - holland irodalom - angol irodalom - német irodalom - osztrák irodalom - svájci irodalom - skandináv irodalmak | - cseh irodalom - lengyel irodalom - szlovák irodalom - szlovén irodalom - belarusz irodalom - orosz irodalom - ukrán irodalom - bolgár irodalom - horvát irodalom - macedón irodalom - szerb irodalom | - finn irodalom - észt irodalom - magyar irodalom | - lett irodalom - litván irodalom | - albán irodalom - újgörög irodalom - az európai Oroszország kisebb irodalmai |

### Európán kívüli irodalom
Ezekre a népekre a hagyományos történelmi korszakolás nem mindig érvényes, ezért külön tárgyalandók.
Afrika és Ázsia irodalma:
- Arab irodalom
- Afrika irodalma
  - Észak-afrikai irodalmak
    - Egyiptom irodalma: ókori egyiptomi irodalom, kopt irodalom, egyiptomi arab irodalom

  - Fekete-afrikai irodalmak
    - Dél-Afrika irodalma
    - Nigéria irodalma
- Ázsia irodalma
  - Délnyugat-ázsiai irodalmak
    - Mezopotámia és az arab Közel-Kelet irodalmai: akkád irodalom, sumer irodalom, babiloni irodalom, szír irodalom, Irak irodalma
    - Levante irodalmai: föníciai irodalom, héber irodalom: ókori zsidó irodalom, középkori zsidó irodalom, újkori zsidó irodalom, Izrael irodalma
    - Kis-ázsiai és kaukázusi irodalmak: hettita irodalom, török irodalom, örmény irodalom, grúz irodalom
    - Perzsa irodalom

  - Belső-ázsiai irodalmak
    - Altaji nyelvű irodalmak: mongol irodalom
    - Tibeti irodalom

  - Dél-ázsiai irodalmak
    - Indiai irodalom

  - Kelet-ázsiai irodalmak
    - Kínai irodalom
    - Japán irodalom
    - Koreai irodalom

  - Délkelet-ázsiai irodalmak
    - Maláj irodalom

Amerika, Ausztrália és Óceánia irodalma:
- Észak-Amerika irodalma
  - Az Amerikai Egyesült Államok irodalma
  - Mexikói irodalom
- Latin-amerikai irodalom
- Dél-Amerika irodalma
- Ausztrália és Óceánia irodalma
  - Ausztrál irodalom
  - Új-Zéland irodalma

## Költők, írók nyelv és régió szerint
A itt következő szócikkek az ismertebb költők és írók tovább bővíthető listáit tartalmazzák.
- Germán nyelvű irodalmak: angol nyelvű, német nyelvű, holland; észak-európai: dán, svéd, norvég, izlandi
- Szláv nyelvű irodalmak: orosz, lengyel, cseh, szlovák, ukrán, belarusz; délszláv: horvát, szerb, szlovén, bolgár, macedón
- Újlatin nyelvű irodalmak: francia, olasz, román, spanyol, portugál; latin-amerikai: brazil, kubai, mexikói, perui, chilei
- Finnugor nyelvű irodalmak: finn, észt
- Egyéb európai: albán, görög, lett, litván
- Ázsiai irodalmak: török, arab, izraeli, japán, kínai, indiai, perzsa
- Afrikai irodalom: Afrikai költők, írók listája

## Irodalom korszak és történelmi fejlődés szerint

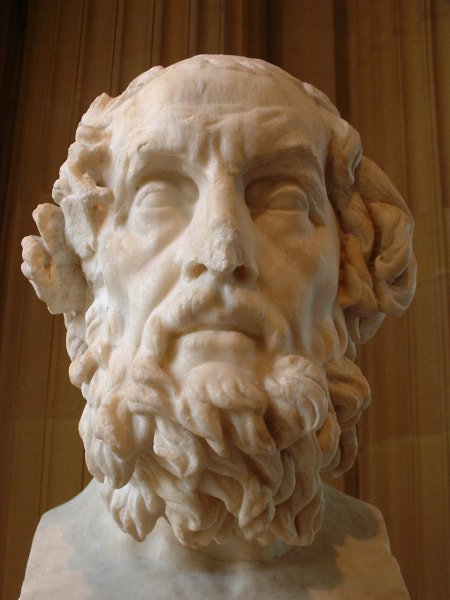
Caetani Homérosz ókori szobra a Louvreban

A világirodalom története jellegzetes világirodalmi korszakokra osztható, mivel az írók – más művészeti ágak alkotóihoz hasonlóan – általában az adott korszak uralkodó művészeti stílusát, irányzatait követték.

### Az irodalom eredete és fejlődése
Az írás nélküli, szóbeli társadalmakban a beszéden kívül a mítoszok, mondák, mesék és balladák, valamint a népdal, zene és tánc tartják össze a közösség tagjait. A nagy népességű városok kialakulásával és az írás megjelenésével (i. e. 4. évezred) ezt a szerepet fokozatosan átvette az irodalom, mint a kommunikáció új formája. Az irodalom alkotója, az író és a közönsége közötti személyes kapcsolat azonban évezredeken keresztül megmaradt (felolvasás, színház, énekes előadásmód), és az írásos rögzítés elsősorban a művek megtanulását, illetve megőrzését és továbbadását szolgálta. Az irodalom művelése szűk réteg kiváltsága volt. Mindez csak a könyvnyomtatás feltalálásával (Kína 11. század, Európa 15. század), a nyilvános könyvtárak, a könyvkereskedelem és az újságok megjelenésével (18. század), majd az írástudás általánossá válásával változott meg gyökeresen. A sikeres írót és költőt ettől kezdve anyagilag is el tudta tartani az olvasóközönsége. Az esztétikai igényeket mutató szépirodalom mellett ugyanakkor megjelent a kommersz jellegű ponyvairodalom is. Az irodalom nagymértékben alakítja a modern társadalom emberének nyelvét, műveltségét, ízlését, világképét és nemzeti tudatát.[forrás?]
A 20. század óta a tömegkommunikációs eszközök nagy kihívást jelentenek az irodalom számára. Az internet interaktív lehetőségei pedig végképp átalakítják a hagyományos irodalmi formákat és tevékenységeket.[forrás?]

## Irodalom témakörök szerint
Az irodalom fejlődése során az egyes műfajokhoz kapcsolódóan sokféle jellegzetes téma alakult ki, amelyek már szinte külön műfajok létrejöttéhez is vezettek. A legismertebb ilyen tematikus irodalmi ágak a történelmi regény, családregény, a nemzeti eposz és dráma), a vallásos irodalom és az ezoterikus irodalom; a gyermek- és ifjúsági irodalom, a tudományos-fantasztikus irodalom (science fiction), a valószínűtlen történet (fantasy); a szórakoztató irodalomhoz tartozó bűnügyi és borzalomkeltő regény, humoros irodalom, kémtörténet, romantikus történet, és a western. A tágabb értelemben vett szépirodalomba tartozik ezenkívül az önéletírás, valamint a régi tudományos, teológiai irodalom és történetírás is.

## Természethez való viszony az irodalomban
Vannak olyan regények, önéletrajzi írások, amelyeknek kiemelt témája az emberek, vagy egy bizonyos ember természethez való viszonya. Önéletrajzi ihletésű Henry David Thoreau társadalomból való időleges kivonulását napló formában feldolgozó Walden. Szintén önéletrajzi ihletésű és foglalkozik a témával Faludy György Jegyzetek az esőerdőből című írása. Daniel Quinn trilógiájának első részében, az Izmael című regényében egy gorilla és egy ember telepatikus beszélgetése zajlik, amely az emberi civilizáció történetét a gorillák szemszögéből igyekszik láttatni. Ernest Callenbach Ecotópia című regénye egy utópia, amelyben az Amerikai Egyesült Államok egy állama kiválik a szövetségből és egy elzárt, öko-közösséget hoz létre. Az ember jövőbeni fejlődését – a több problémát, mint előnyt okozó – emberi agy visszafejlődésével vezeti vissza a természetbe Kurt Vonnegut Galápagos című regénye. Az arab irodalom egy alkotása A tisztaság testvérei – Az állatok és az emberek pere a dzsinnek királya előtt, amelyben az istenek által elrendelt egyensúlyt felrúgó embert az állatok a dzsinnek királya elé viszik. Meszlényi Attila több mese öko átiratát készítette el, így példa rá A tücsök és a hangya, illetve Az aranyhal meséje. A zöld mozgalomban több irodalmi alkotásnak van kiemelt szerepe, ilyen például Seattle törzsfőnök beszéde, amely egy valós személy valós beszédének filmforgatáshoz készült átirata. Szintén fontos a környezetvédelmi értékrend szempontjából Heinrich Böll Beszélgetés a tengerparton című írása.

## Szakirodalom

### Általános irodalomtörténetek

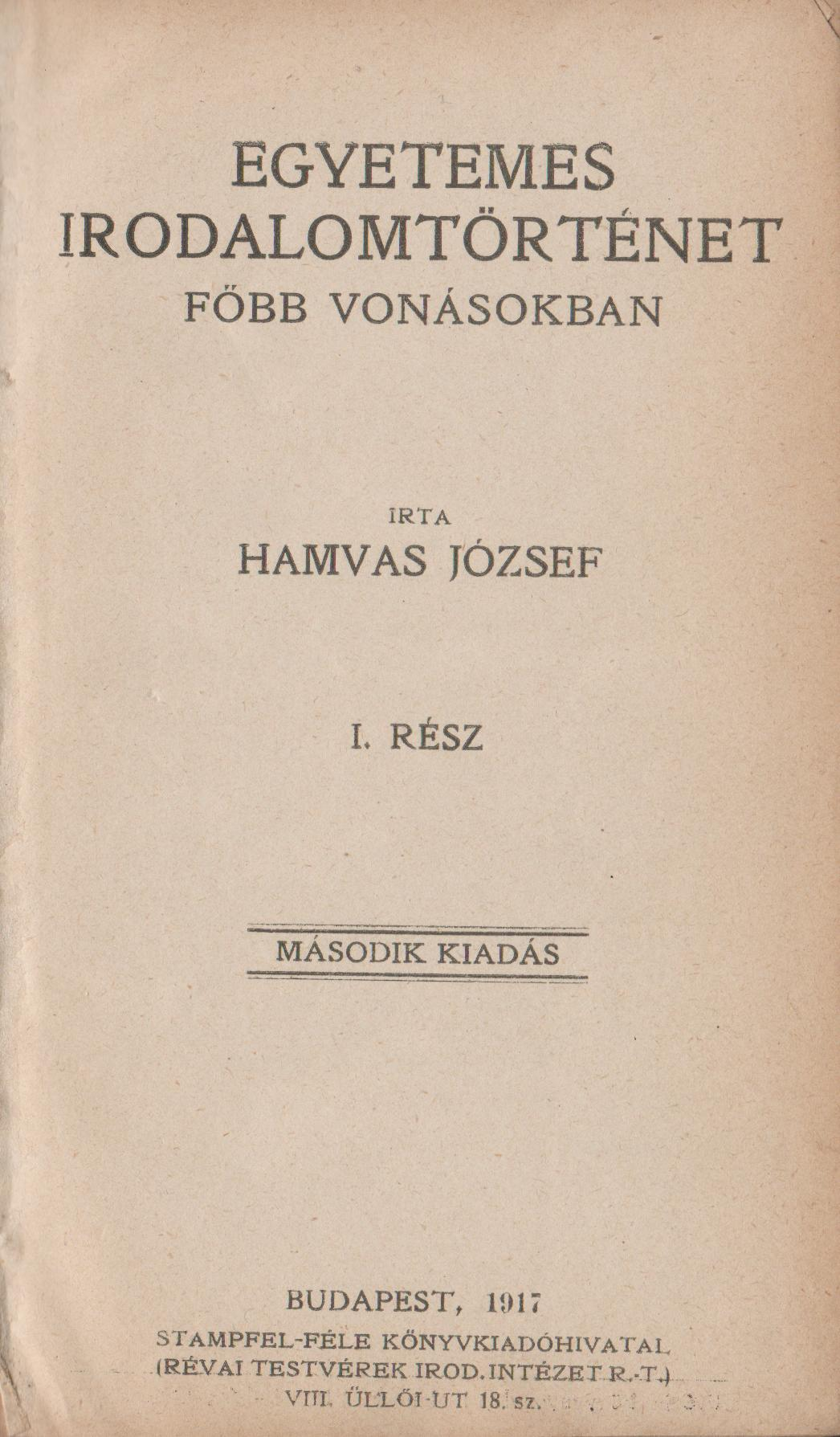
Hamvas József: Az egyetemes irodalomtörténet áttekintése

- Erdélyi János: Egyetemes irodalomtörténet I–II., Ráth Mór kiadása, Budapest, 1868, 192 o.
- Scherr János: A világirodalom története I–III., Benkő Gyula Kiadása, Budapest, 1885 (I.) és 1891 (II., III.)
- Hamvas József: Az egyetemes irodalomtörténet áttekintése I–III., Stampfel-féle Könyvkiadóhivatal, Budapest, 1899–1900 ( → elektronikus elérhetőség)
- (szerk.) Heinrich Gusztáv: Egyetemes irodalomtörténet I–IV., Franklin-Társulat Magyar Irod. Intézet és Könyvnyomda, Budapest, 1903–1911 (mindmáig a legrészletesebb általános irodalomtörténeti mű)
- Paul Wiegler: A világirodalom története I–II., Révai Testvérek Irodalmi Intézet Rt., Budapest, é. n. [1921], 576 o.
- Babits Mihály: Az európai irodalom története, Nyugat Kiadó és Irodalmi Rt., Budapest, é. n. [1934 és 1935], 728 p (később több kiadásban újra kiadva; reprint kiadása: Auktor Könyvkiadó, Budapest, 1993, ISBN 963-7780-23-8)
- Szerb Antal: A világirodalom története I–III., Révai Irodalmi Intézet, Budapest, 1947 (később több kiadásban újra kiadva)
- Antal László – Miklós Pál – Hajdú Péter: A kultúra világa: Világirodalom – Filozófia, Közgazdasági és Jogi Könyvkiadó, Budapest, 1964, 914 o.
- Kristó Nagy István: A világirodalom története I–II., WorldWide Reklámügynökség Kft., ISBN 963-873-005-6, é. n.. [1993]
- Pál József: Világirodalom, Akadémiai Kiadó, Budapest, 2008, ISBN 9789630585965, 1018 o.

### Egyetemes irodalomtörténeti lexikonok
- Benedek Marcell: Irodalmi lexikon, Budapest, Győző Andor Kiadása, 1927
- (szerk.) Dézsi Lajos: Világirodalmi lexikon (3 kötet), Budapest, Studium (hasonmásban 2001–2002, Kassák), 1931–1933
- főszerk.: Király István – Szerdahelyi István: Világirodalmi lexikon (19 kötet), Budapest, Akadémiai Kiadó, 1970–1996
- Tótfalusi István: Irodalmi alakok lexikona, Budapest, Anno Kiadó, 1998
- szerk. K. Jakab Antal – Viant Katalin: Irodalmi Nobel-díjasok lexikona, Budapest, Saxum Kiadó, 2002?
- Urbán Péter: Ki írta – Irodalmi művek névlexikona, Budapest, Anno Kiadó, 2004
- Barta Klára – Farkas Andrea – Kis Zsuzsanna: Irodalmi fogalomtár A–Z, Budapest, Könyvkuckó Kiadó, é. n.
- szerk. Gerencsér Ferenc: Ki írta? – Művek és szerzői a magyar és világirodalomból, Budapest, Tárogató Bt., é. n

### Nem szépirodalomra vonatkozó irodalmi kézikönyvek
- Gaál Mózes: Kis magyar retorika, Stampfel-féle Könyvkiadóhivatal, Budapest, 1911
- Koltai Virgil: A prózai írásművek elmélete (retorika) és olvasmányok felső kereskedelmi iskolák számára, Budapest, 1911
- Névy László: Az irásművek elmélete – vagyis az irály, szónoklat és költészet kézikönyve, Eggenberger Könyvkiadó, Budapest, 1893
- Prónai Antal – Bartha József: Retorika, Szent István Társulat, Budapest, 1913
- Riedl Frigyes – Pintér Jenő: Retorika, Franklin-Társulat Magyar Irod. Intézet és Könyvnyomda, Budapest, 1933
- Sarudy Ottó: Szerkesztéstan és retorika, Budapest, Athenaeum Irodalmi és Nyomdai Rt., 1925

### Műismertetések
- Irodalmi Segédkönyvek – Magyarázatok a Kötelező Magyar Házi Olvasmányokhoz-sorozat, Várnay Lajos kiadása, Budapest, 1911–1912
- Réger Béla: Irodalmunk tartalmi ismertetése I–III., Wellisch Béla kiadása, Szentgotthárd, 1916 (Iskolai Segédkönyvek-sorozat)
- Kéky Lajos: A világirodalom klasszikusai tartalmi ismertetésben, Wellisch Béla kiadása, Szentgotthárd, 1916 (Iskolai Segédkönyvek-sorozat)
- (szerző nélkül): Híres írók, költők műveinek elemzése, Black&White Kiadó, Nyíregyháza, é. n. [1990-es évek]
- (szerző nélkül): Házi olvasmányok elemzése, Black&White Kiadó, Nyíregyháza, é. n. [1990-es évek]
- (szerk.) Vargha Kálmán – Albert Zsuzsa: XX. századi híres magyar költők verseinek elemzése, Black&White Kiadó, Nyíregyháza, 2001, ISBN 963-933-082-5
- Zobolyákné Horváth Ida: Kötelező olvasmányok röviden – 1. osztály. Tartalom és elemzés egyben, Pannon-Literatúra Kft., Kisújszállás, 2003, ISBN 963-9450-72-3
- Zobolyákné Horváth Ida: Kötelező olvasmányok röviden – 2. osztály. Tartalom és elemzés egyben, Pannon-Literatúra Kft., Kisújszállás, 2003, ISBN 963-9450-73-1
- Zobolyákné Horváth Ida: Kötelező olvasmányok röviden – 3. osztály. Tartalom és elemzés egyben, Pannon-Literatúra Kft., Kisújszállás, 2003, ISBN 963-9450-74-X
- Zobolyákné Horváth Ida: Kötelező olvasmányok röviden – 4. osztály. Tartalom és elemzés egyben, Pannon-Literatúra Kft., Kisújszállás, 2003, ISBN 963-9450-75-8
- Tomasovszkyné Szilágyi Ildikó: Kötelező olvasmányok röviden. Általános iskola felső tagozatosainak és középiskolásoknak, Aquila Könyvkiadó, Budapest, 2007, ISBN 978-963-679-610-5 (kizárólag magyar irodalmi művek)
- Pintyéné Krucsó Mária: Kötelező olvasmányok röviden 4. osztályosoknak, Pro-Book Könyvkiadó , h. n., 2008, ISBN 978-963-9875-53-1
- Bakócziné Bányai Zsófia: Kötelező olvasmányok röviden 5. osztályosoknak, Pro-Book Könyvkiadó , h. n., 2008, ISBN 978-963-9875-54-8
- Huszár Nóra: Kötelező olvasmányok röviden 6. osztályosoknak, Pro-Book Könyvkiadó, h. n., 2008, ISBN 978-963-9875-55-5
- Tomasovszkyné Szilágyi Ildikó: Kötelező olvasmányok röviden 7-8. osztályosoknak, Pro-Book Könyvkiadó , h. n., 2008, ISBN 978-963-9875-56-2
- Teleki József: Kötelező olvasmányok röviden – 1-2. osztály, Pannon-Literatúra Kft., Kisújszállás, é. n. [2000-es évek], ISBN 963-9450-27-8
- Teleki József: Kötelező olvasmányok röviden – 2-3. osztály, Pannon-Literatúra Kft., Kisújszállás, é. n. [2000-es évek], ISBN 963-9450-28-6
- Szabó M. Ágnes: Kötelező olvasmányok röviden felsősöknek 5-8. osztályosoknak, Raabe Kft., h. n., é. n. [2000-es évek], ISBN 978-963-9692-69-5
- Sándor Ildikó: Kötelező olvasmányok röviden 9. osztályosoknak. Szereplők jellemzése – Érdekességek – Elemzés, M.R.O. Historia Könyvkiadó-MRO 2000 Kft., Budapest, é. n. [2000-es évek], ISBN 978-963-9692-18-3
- Sándor Ildikó: Kötelező olvasmányok röviden 10. osztályosoknak. Szereplők jellemzése – Érdekességek – Elemzés, M.R.O. Historia Könyvkiadó-MRO 2000 Kft., Budapest, é. n. [2000-es évek], ISBN 978-963-969-219-0
- Sipos Ildikó: Kötelező olvasmányok röviden 11. osztályosoknak. Érdekességek, elemzés, rövid tartalom, M.R.O. Historia Könyvkiadó-MRO 2000 Kft., Budapest, é. n. [2000-es évek], ISBN 978-963-9692-20-6
- Sándor Ildikó: Kötelező olvasmányok röviden 12. osztályosoknak – Magyar irodalom, M.R.O. Historia Könyvkiadó-MRO 2000 Kft., Budapest, é. n. [2000-es évek], ISBN 978-963-969-222-0 (kizárólag magyar irodalmi művek)
- Sándor Ildikó: Kötelező olvasmányok röviden 12. osztályosoknak – Világirodalom, M.R.O. Historia Könyvkiadó-MRO 2000 Kft., Budapest, é. n. [2000-es évek], ISBN 978-963-9692-21-3

### Egyéb
- Szili József (szerk.): Az irodalomtörténet elmélete I–II., (Opus irodalomtörténeti tanulmányok), Akademiai Kiado, 1989, ISBN 978-9630546621

## Elektronikus irodalom
- Deák Endre - Mi az irodalom?, doksi.hu
- Az elektronikus publikálás, tudasbazis.sulinet.hu
- Műnemek, tananyag.almasi.hu
- Veres András: G Veres András Bevezetés az irodalmi művek olvasásába, iti.mta.hu
- Szépirodalom -- Literature, fiction, mek.iif.hu
- Bernáth Árpád, Orosz Magdolna, Radek Tünde, Rácz Gabriella, Tőkei Éva: Irodalom, irodalomtudomány, irodalmi szövegelemzés
- Fullextra http://www.fullextra.hu/ - Interaktív amatőr irodalmi és kultúrközösségi portál (versek, novellák, blogok, képzőművészeti alkotások,..)
- Pieris https://www.pieris.hu/ - Amatőr irodalmi és kultúrközösségi portál
- Napvilág Íróklub - Amatőr irodalmi és kultúrközösségi portál

- Pécsi Irodalmár folyóirat és információs portál
- Litera
- Jelenkor Irodalmi és Művészeti folyóirat

- 4 Dimenzió Online - interaktív irodalmi portál
- www.lenolaj.hu - Irodalmi online műhely
- www.literatura.hu
- Kortárs Irodalmi Adattár
- Amatőr-művészeti portál
- Kulturális enciklopédia
- Digitális Irodalmi Akadémia - kortárs magyar írók műveinek elektronikus gyűjteménye
- Napvilág.Net Kulturális Hírportál és Online Magazin
- Az elektronikus könyvekről
- Klasszikus szerzők kötetei ingyen
- Hogyan írjunk..
- Bábel Web Antológia/ Bábelmátrix
- NemCsakNem - Gender-szempontú tudományos folyóirat
- Irodalom Online - interaktív portál Archiválva 2022. július 26-i dátummal a Wayback Machine-ben